# Supercopa Uruguaya
A Supercopa Uruguaya é uma competição anual oficial de futebol em formato de partida única organizada pela Asociación Uruguaya de Fútbol (AUF), disputada entre o campeão do Campeonato Uruguaio e o campeão do Torneo Intermedio da temporada anterior. Fundada em 2018, esta competição serve como abertura da temporada e está programada para ser disputada no final de janeiro ou início de fevereiro de cada ano, uma semana antes do início da temporada. Caso o mesmo clube vença o Campeonato Uruguaio e o Torneo Intermedio, seu rival na Supercopa será o vice-campeão do Torneo Intermedio.

## Resultados
| Ed. | Temporada | Campeão   | Placar      | Vice-campeão         | Local                                   |
| --- | --------- | --------- | ----------- | -------------------- | --------------------------------------- |
| 1   | 2018      | Peñarol   | 3–1         | Nacional             | Estadio Centenario, Montevidéu          |
| 2   | 2019      | Nacional  | 1–1 (4–3 p) | Peñarol              | Estadio Centenario, Montevidéu          |
| 3   | 2020      | Liverpool | 4–2 (pro)   | Nacional             | Estadio Domingo Burgueño, Maldonado     |
| 4   | 2021      | Nacional  | 2–0         | Montevideo Wanderers | Estadio Centenario, Montevidéu          |
| 5   | 2022      | Peñarol   | 1–0 (pro)   | Plaza Colonia        | Estadio Domingo Burgueño, Maldonado     |
| 6   | 2023      | Liverpool | 1–0         | Nacional             | Estadio Centenario, Montevidéu          |
| 7   | 2024      | Liverpool | 1–0         | Defensor Sporting    | Parque Alfredo Víctor Viera, Montevidéu |
| 8   | 2025      | Nacional  | 2–1         | Peñarol              | Estadio Centenario, Montevidéu          |

### Por clube
| Clube                | Títulos | Vices | Anos campeão     | Anos vice-campeão |
| -------------------- | ------- | ----- | ---------------- | ----------------- |
| Nacional             | 3       | 3     | 2019, 2021, 2025 | 2018, 2020, 2023  |
| Liverpool            | 3       | 0     | 2020, 2023, 2024 | —                 |
| Peñarol              | 2       | 2     | 2018, 2022       | 2019, 2025        |
| Montevideo Wanderers | 0       | 1     | —                | 2021              |
| Plaza Colonia        | 0       | 1     | —                | 2022              |
| Defensor Sporting    | 0       | 1     | —                | 2024              |